# Елеонора-Жустін Руфлін
Принцеса Елеонора-Жустін Бонапарт (до шлюбу Руфлін; (1831 , Париж  — 13 жовтня 1905 , Париж )) — дружина принца П'єра-Наполеона Бонапарта. Під псевдонімом Ніна Бонапарт опублікувала мемуари «Історія мого життя». Через селянське походження її морганатичний шлюб з принцом П'єром-Наполеоном, хоча визнаний католицькою церквою, не був прийнятий Наполеоном III та родиною Бонапартів, тому не отримав цивільної легітимності до падіння Другої Французької імперії.

## Раннє життя та походження
Елеонора-Жустін Руфлін народилася 1 липня 1832 року в Парижі у Франції, в селянській родині Жюльєна Руфліна та Жустін Букар. У неї була сестра Еліза.

## Шлюб
У 1852 році Руфлін одружилася з принцом П'єром-Наполеоном Бонапартом під час католицької церемонії в Кальві, Верхня Корсика. Її чоловік був сином Люсьєна Бонапарта, Першого принца Каніно і Мусіньяно та Александріни де Блешам, а також племінником імператора Наполеона I . Дім Бонапарта не схвалив шлюб через соціальне походження Руфлінів та не дозволив укладенню громадського шлюбу до падіння Другої Французької імперії.
У неї було п'ятеро дітей, тільки двоє з них вижили:
- Принц Ролан Бонапарт (1858—1924) — одружився з Марі-Фелікс Блан
- Принцеса Жанна Бонапарт (1861—1910) — одружена з Крістіаном, маркізом де Вільнев-Ескаплон

Руфлін була бабусею принцеси Марі Бонапарт і допомагала виховувати її після того, як її мати Марі-Фелікс Блан померла в 1882 році.

## Пізніше життя
Руфлін та її чоловік переїхали з Корсики до Парижа. Після того, як її чоловік убив Віктора Нуара на дуелі, сім'я знайшла притулок в абатстві Нотр-Дам д'Орваль у Бельгії. Після того, як у її чоловіка була низка романів, Руфлін переїхала до Великої Британії і відкрила модний бутик у Лондоні. Її бізнес був невдалим, і вона повернулася до Парижа з дітьми. Повернувшись у Францію, Елеонора-Жустін організувала шлюби свого сина з Марі-Фелікс Блан, спадкоємицею, та свої доньки з дворянином Крістіаном де Вільневом-Есклапоном.
Елеонора-Жустін Руфлін опублікувала мемуари «Історія мого життя» під псевдонімом Ніна Бонапарт. Вона цікавилася політикою і була критикинею Альфреда Дрейфуса.

## Смерть
Влітку 1905 року Руфлін захворіла на стенокардію. Вона померла 13 жовтня 1905 року в особняку свого онука в Парижі і була похована на цвинтарі Гонар.